# Douglas Wakiihuri
Douglas Wakiihuri (Mombassa, 26 september 1963) is een voormalige Keniaanse langeafstandsloper en wereldkampioen op de marathon. Hij deed in totaal tweemaal mee aan de Olympische Spelen.

## Biografie

### Successen
Zijn beste prestatie realiseerde Wakiihuri in 1987 door een gouden medaille te winnen op de wereldkampioenschappen van 1987 in Rome op de marathon. Hij was hiermee de eerste Keniaanse atleet die een marathon won op een WK of Olympische Spelen. In 1988 won Wakiihuri op de Olympische Spelen van Seoel een zilveren medaille op de marathon in 2:10.47. Hij werd alleen door de Italiaan Gelindo Bordin verslagen, die olympisch kampioen werd in 2:10.32.
In 1989 won Wakiihuri de marathon van Londen en het volgende jaar de New York City Marathon. Hij geniet met name bekendheid, doordat hij witte handschoenen droeg tijdens wedstrijden.

### Blessures
Na 1990 begon Wakiihuri in toenemende mate hinder te ondervinden van problemen met een achillespees. Mede hierdoor finishte hij op de marathon tijdens de Olympische Spelen van 1992 slechts op een 36ste plaats. Nog één keer stond hij in het volle licht van de schijnwerpers: bij de World Cup van 1995 in Athene, waar hij zegevierde. Daarna kwam er een leven waarin hij moest wennen aan de afwezigheid van roem.

### Na zijn atletiekloopbaan
Na zijn atletiekloopbaan hield Douglas Wakiihuri safari's voor toeristen en begon hij een muziekcarrière met CD publicaties in Kenia en Japan. Tegenwoordig domineert de muziek zijn leven in plaats van de atletiek.

## Titels
- Wereldkampioen marathon - 1987
- Japans kampioen 5000 m - 1987

## Persoonlijke records
Baan
| Onderdeel | Prestatie | Datum           | Plaats    |
| --------- | --------- | --------------- | --------- |
| 1500 m    | 3.50,22   | 1983            |           |
| 3000 m    | 7.56,69   | 2 augustus 1989 | Stockholm |
| 5000 m    | 13.24,01  | 8 juli 1988     | Londen    |
| 10.000 m  | 27.59,60  | 2 juli 1988     | Oslo      |

Weg
| Onderdeel      | Prestatie | Datum             | Plaats     |
| -------------- | --------- | ----------------- | ---------- |
| halve marathon | 1:01.42   | 16 september 1990 | New Castle |
| marathon       | 2:09.03   | 23 april 1989     | Londen     |

## Palmares

### 3000 m
- 1989:  Stockholm Meeting - 7.56,69

### 5000 m
- 1987:  Japans kamp. in Tokio - 13.35,51
- 1989:  Adriaan Paulen Memorial - 13.31,71

### 10.000 m
- 1984:  Nieuw-Zeelandse kamp. in Auckland - 28.46,82
- 1985:  Nieuw-Zeelandse kamp.  - 28.32,54
- 1987:  Hyogo Relays in Kobe - 28.13,83
- 1987:  Sponichi Meeting in Tokio - 28.32,45
- 1987:  Prefontaine Classic - 28.06,00
- 1989: 5e ISTAF in Berlijn - 28.29,59
- 1990: 5e Pravda Televizia Slovnaft in Bratislava - 28.58,32

### 10 km
- 1986:  Gordon Sprague in Papakura - 29.02
- 1990:  Irish-American in Medford - 29.03
- 1994: 4e Bupa Great Midland Run in Coventry - 28.51
- 1995:  Foundation Citrus Classic in Winter Haven - 29.02
- 1995: 4e Birmingham News Vulcan Run - 30.09

### 10 Eng. mijl
- 1994:  Great South Run - 47.23
- 1998: 12e Dam tot Damloop - 47.14

### 20 km
- 1983:  Fuchu Tamagawa - 1:00.10
- 1984:  Minami-Nihon in Kagoshima - 59.06
- 1985:  Takashimadaira - 59.48
- 1990:  20 km van Brussel - 57.21

### halve marathon
- 1984:  halve marathon van Oita - 1:04.19
- 1985:  halve marathon van Oita - 1:04.49
- 1987:  halve marathon van Stockholm - 1:01.50
- 1989:  halve marathon van Oslo - 1:00.12
- 1990:  halve marathon van Berlijn - 1:03.46
- 1990:  Great North Run - 1:01.42
- 1991:  halve marathon van Sapporo - 1:04.48
- 1995:  halve marathon van Uster - 1:03.55
- 1995:  halve marathon van Orlando - 1:03.15
- 1998:  halve marathon van Fairfield - 1:03.13
- 1998:  halve marathon van Kansas City - 1:04.58
- 2011:  halve marathon van Toronto - 1:14.10
- 2012: 5e halve marathon van Hamilton - 1:16.42

### 25 km
- 1990:  25 km van Berlijn - 1:15.34

### 30 km
- 1985:  Kanetsu - 1:31.27
- 1986:  Kumanichi - 1:31.26
- 1992:  Ome-Hochi - 1:33.00

### marathon
- 1986: 5e marathon van Otsu - 2:16.26
- 1987: 6e marathon van Oita - 2:13.34
- 1987:  WK - 2:11.48
- 1988: 7e marathon van Tokio - 2:11.57
- 1988:  OS - 2:10.47
- 1989:  Londen Marathon - 2:09.03
- 1990:  Gemenebestspelen - 2:10.27
- 1990:  New York City Marathon - 2:12.39
- 1991: 6e Boston Marathon - 2:13.30
- 1992: 14e marathon van Otsu - 2:17.17
- 1992: 36e OS - 2:19.38
- 1994: 38e marathon van Londen - 2:19.25
- 1995:  Wereldbeker in Athene - 2:12.01
- 1999: 4e Marathon van Honolulu - 2:18.59

### veldlopen
- 1989:  Lidingoloppet - 1:36.10

1983 Robert de Castella ·
1987 Douglas Wakiihuri ·
1991 Hiromi Taniguchi ·
1993 Mark Plaatjes ·
1995 Martín Fiz ·
1997 Abel Anton ·
1999 Abel Anton ·
2001 Gezahegne Abera ·
2003 Jaouad Gharib ·
2005 Jaouad Gharib ·
2007 Luke Kibet ·
2009 Abel Kirui ·
2011 Abel Kirui ·
2013 Stephen Kiprotich ·
2015 Ghirmay Ghebreslassie ·
2017 Geoffrey Kirui ·
2019 Lelisa Desisa ·
2022 Tamirat Tola ·
2023 Victor Kiplangat